# Pseudorabdion longiceps
Pseudorabdion longiceps — вид змій родини полозових (Colubridae). Мешкає в Південно-Східній Азії.

## Поширення і екологія
Pseudorabdion longiceps мешкають на Малайському півострові, на Суматрі, Калімантані та на численних сусідніх островах. Вони живуть у вологих рівнинних тропічних лісах, на полях і плантаціях. Ведуть напівриючий спосіб життя.